# Абдурахманов, Шамиль Абдурахманович
Шамиль Абдурахманович Абдурахманов (5 ноября 1990, с. Батлаич, Хунзахский район, Дагестанская АССР, РСФСР, СССР) — российский борец вольного стиля, призёр чемпионата России.

## Спортивная карьера
Родом из селения Батлаич Хунзахского района На соревнованиях представляет Сахалинскую область. В апреле 2016 года Шамиль стал чемпионом ДФО. В начале мая того же года завоевал бронзовую медаль открытого Всероссийского турнир по вольной борьбе «День Победы» в Санкт-Петербурге. Через две недели стал бронзовым призёром чемпионата России. В августе 2016 года отправился на Олимпиаду в Рио-де-Жанейро в качестве спарринг партнёра и резервиста Абдулрашида Садулаева. В ноябре 2016 года в составе сборной России стал серебряным призёром Кубка Европейских наций. В 2017 году во второй раз подряд стал чемпионом ДФО, а в 2018 году в третий раз. С января 2024 года является президентом Федерации спортивной борьбы Сахалинской области.

## Спортивные результаты на крупных турнирах
- Чемпионат России по вольной борьбе 2016 — ;
- Кубок Европейских наций 2016 (команда) — ;